# EF Eridani
EF Eridani è una stella variabile del tipo noto come polari, ossia le AM Herculis, un tipo di variabili cataclismiche. In passato la sua luminosità è variata tra le magnitudini 14,5 e 17,3, tuttavia dal 1995 è generalmente rimasta ai limiti minimi. Il sistema stellare è composto da una nana bianca ed un oggetto substellare considerato una ex stella. Si trova a circa 300 anni luce dal sistema solare.

## EF Eridani B
L'oggetto substellare in orbita attorno alla nana bianca è una stella che ha perso buona parte della sua materia confluita nella nana bianca, ad eccezione di quello che resta nell'epoca attuale, avente una massa di 0,06 masse solari, troppo poca per continuare la fusione nucleare. Non ha la composizione di un super-pianeta, di una nana bruna o di una nana bianca; non esiste una categoria per tale residuo stellare.
Si teorizza che 500 milioni di anni fa, la nana bianca, resto di una stella di tipo solare avente ora la massa del 60% di quella del Sole, abbia iniziato a cannibalizzare la propria compagna, quando le due erano separate da 7 milioni di km. Avendo perso massa, l'orbita iniziò a decadere ed ora l'ex stella si trova a soli 700.000 km dalla nana bianca, ruotandole attorno in appena 1,3 ore.